# Ђенцијанела (Тренто)
Ђенцијанела је насеље у Италији у округу Тренто, региону Трентино-Јужни Тирол.
Према процени из 2011. у насељу је живело 1 становника. Насеље се налази на надморској висини од 1411 м.